# Въпрос или желание
„Въпрос или желание“ е български телевизионен филм (късометражен, драма) от 2002 година на режисьора Любомир Младенов, по сценарий на Ина Григорова. Оператор е Антон Бакарски. Музиката е на Юрий Божинов и Тодор Стоянов, а художници на филма са Никола Тороманов и Даниела Ляхова. 

## Актьорски състав
| Роля | Изпълнител       |
| ---- | ---------------- |
| Сашо | Христо Петков    |
|      | Цветан Алексиев  |
|      | Маргита Гошева   |
|      | София Каменарова |
|      | Асен Левов       |
|      | Линда Русева     |
|      | Дора Димова      |